# ターミネーター:新起動/ジェニシス
『ターミネーター: 新起動/ジェニシス』（原題: Terminator Genisys）は、2015年のアメリカ合衆国のSFアクション映画。監督はアラン・テイラー、脚本はレータ・カログリディスとパトリック・ルシエが務める。本作は、ターミネーターシリーズフランチャイズのリブート作品であり、オリジナル作品の基本的なストーリーを別の方向に展開している。アーノルド・シュワルツェネッガー、ジェイソン・クラーク、エミリア・クラーク、ジェイ・コートニー、J・K・シモンズ、ダヨ・オケニー、マット・スミスらが出演している。
『ターミネーター4』（2009年）の続編は、ハルシオン・カンパニーが破産を申請したために中止された。2011年5月、ミーガン・エリソンとその製作会社であるアンナプルナ・ピクチャーズがフランチャイズ権を獲得した。翌年には、エリソンの兄デヴィッドが経営するスカイダンスと共同で、シリーズ続編の製作が決定した。
2015年7月1日にパラマウント・ピクチャーズからRealD 3DとIMAX 3Dで公開された。シュワルツェネッガーの復帰と演技は賞賛されたものの、プロットや演技を批判する批評家からは酷評された。全世界で4億4,000万ドル以上の興行収入を記録し、『ターミネーター2』に次いで、シリーズ、そしてシュワルツェネッガーのキャリアの中で2番目に高い興行収入を記録した。
当初は2つの続編とテレビシリーズが計画されていたが中止となった。最終的に、映画化権は、共同制作者であるジェームズ・キャメロンに戻り、『ターミネーター2』の直接の続編である『ターミネーター:ニュー・フェイト』が製作された。

## ストーリー
プロローグ
西暦2029年。「審判の日」から30年以上に渡って繰り広げられていた、未来を知る男ジョン・コナー率いる人類とスカイネット率いる殺人機械群の戦いは、人類の勝利に終わった。窮地に陥ったスカイネットは、ジョンの母サラ・コナーを殺害することで彼の存在自体を抹消すべくタイムマシンでターミネーターT-800を1984年に送り、人類側もそれを阻止すべく志願したカイル・リースが送り込まれることになる。
しかし、スカイネットは人類側に刺客を紛れ込ませており、タイムトラベルに立ち会っていたジョンは背後から刺客に襲われてしまう。カイルはタイムマシンを出てジョンを助けようとするが、既にタイムトラベルのシークエンスが始まってしまっており止めることはできず、カイルは1984年に転移する。
転移中、カイルは「ジェニシスがスカイネットだ。起動すると審判の日が始まる。その前に殺せ。」「審判の日は2017年」と、子供の頃の自分が語りかけてくるという謎の光景を見る。
序盤
1984年に到達したカイルを待っていたのは、液体金属ターミネーターT-1000の襲撃だった。予想外の窮地へ追い込まれたカイルを助けたのは、屈強な女戦士となっていたサラと、彼女に「おじさん」と呼ばれる中年姿のT-800（守護者）だった。
サラは幼少時にT-1000の襲撃によって両親を失い、彼女を護るべく何者かが派遣した守護者の保護と教育を受けて育ち、カイルの来訪や彼のその後の運命もすべて知っていた。そして、スカイネットから送り込まれていた青年姿のT-800も、サラと守護者によって倒されていた。
カイルは自分がジョンから聞いていた過去とまったく異なることに戸惑いつつも、追撃してきたT-1000を倒し、サラも守護者からもたらされた未来の情報を用いてタイムマシンを製作していたことをカイルに明かす。サラは青年姿のT-800から摘出したチップを使い、「審判の日」の起こる1997年にタイムトラベルしてスカイネットを起動直前に破壊しようと考えていた。
だが、それに違和感を覚えたカイルは転移中に見た謎の光景のことを伝える。それを聞いた守護者から、転移中に見た謎の光景が「別の時間軸の記憶」であることを告げられたカイルは、2017年へのタイムトラベルを主張し、サラを説得する。T-1000に生体組織を損傷させられ、タイムトラベルができなくなっていた守護者を残し、カイルとサラは2017年に向かう。
中盤
2017年に到達したサラとカイルは警察に逮捕され、連行先の病院で「ジェニシス」がサイバーダイン社のダイソン父子が開発したすべてのコンピュータデバイスを結びつけるシステムであることや、その起動日こそが新たな「審判の日」となることを知る。まもなく、2029年からやってきたジョンが現れ、サラとカイルはジョンがこの場にいることに疑問を覚えつつも脱走に取りかかるが、そこへ生体組織が劣化して老人の姿となっていた守護者が合流し、ジョンを銃撃する。
驚くサラとカイルの前でジョンは平然と立ち上がり、自らがスカイネットによって新型ターミネーターT-3000へ改造されたことや、カイルとサラだけを残して他の人類は抹殺することを告白する。守護者は病院内でT-3000と戦い、MRI装置の発する高磁力を利用して撃退に成功する。なんとか危機を脱したサラとカイルと守護者はジェニシスを破壊すべくサイバーダイン社へ向かうことを決意するが、T-3000はすぐに復活して3人の追撃に移る。
終盤
T-3000の追撃をかいくぐりつつ、サラとカイルと守護者はサイバーダイン社のメインコンピュータに爆弾を仕掛けるが、ジェニシスは急激な進化を遂げ、人型の立体映像を通じて自身の勝利をサラ達に宣言し、起動までの時間が残り数分まで迫っている事が明らかとなった。守護者は作戦を成功させるため、サイバーダイン社内の未完成のタイムマシンにT-3000と自分を閉じ込めて起動させるよう、カイルとサラに告げる。サラの反対を押し切って装置を起動させたカイルに、守護者は「俺のサラを守ってくれ」と告げた後、T-3000を抑え込んだまま高磁場と大爆発に巻き込まれる。
T-3000は完全に消滅し、その直前に弾き飛ばされた守護者の残骸は液体金属のプールへ没した。また、サイバーダイン社のビルが破壊されたことでジェニシスのサーバーも完全に破壊され、街からは一斉にジェニシスの輝きが消えていく。
カイルとサラは爆炎の到達直前に地下施設へ避難し、生き延びていた。守護者を失った悲しみに耐えつつ気丈に振る舞うサラをカイルが慰めようとしていた時、液体金属のプールに没したことでT-1000と同じ能力を得て復活した守護者が扉を破壊して現れ、カイルとサラは再会を喜び合う。
エピローグ
それからしばらく経った後、サラとカイルと守護者は少年時代のカイルの家を訪れていた。カイルは少年時代の自分にかつて転移中に聞いた言葉を伝え、「自分自身への大切な伝言だ」と言い聞かせる。スカイネットを消滅させ、死の運命をも乗り越えたカイルは、不確定な未来の可能性に希望を見出だす。
一方、瓦礫の山と化したサイバーダイン社の地下深くでは、ジェネシスの残存ユニットである輝く光球が生き残っており、人型の立体映像を映し出していた。

## キャスト
※括弧内は日本語吹替。
- おじさん、守護者（Guardian）／T-800 - アーノルド・シュワルツェネッガー（声：玄田哲章）
- ジョン・コナー／T-3000 - ジェイソン・クラーク（声：小山力也）
- サラ・コナー - エミリア・クラーク（声：藤村歩）
  - 少女期のサラ - ウィラ・テイラー
- カイル・リース - ジェイ・コートニー（声：細谷佳正）
  - 少年期のカイル - ブライアント・プリンス（西田光貴）
- オブライエン刑事 - J・K・シモンズ（声：立川三貴）
  - 若い頃のオブライエン - ウェイン・バストラップ（英語版）（声：北田理道）
- ダニー・ダイソン - ダイオ・オケニイ（英語版）（声：伊丸岡篤）
- アレックス／スカイネット - マット・スミス（声：福田賢二）
- マイルズ・ダイソン - コートニー・B・ヴァンス（声：手塚秀彰）
- T-1000 - イ・ビョンホン（声：阪口周平）
- マティアス警部補 - マイケル・グラディス（声：間宮康弘）
- チェン刑事 - サンドリーヌ・ホルト

その他日本語吹き替え：あべそういち、まつだ志緒理、松田健一郎、入江純、烏丸祐一、村中知、小林親弘、岡田恵

## スタッフ
- 監督 - アラン・テイラー
- 製作総指揮 - レータ・カログリディス、パトリック・ルシエ、ビル・カラッロ、ミーガン・エリソン、ロバート・コート
- 製作 - デヴィッド・エリソン、デイナ・ゴールドバーグ
- 脚本 - レータ・カログリディス、パトリック・ルシエ（英語版）
- 撮影 - クレイマー・モーゲンソー（英語版）
- プロダクション・デザイナー - ニール・スピサック
- 編集 - ロジャー・バートン
- 衣装デザイナー - スーザン・マシスン
- 音楽 - ローン・バルフ
- エグゼクティブ音楽プロデューサー - ハンス・ジマー

## 製作

### プリプロダクション
『ゲーム・オブ・スローンズ』『マイティ・ソー/ダーク・ワールド』のアラン・テイラーが監督を務める。かつてT-800を演じたアーノルド・シュワルツェネッガーが同役で復帰するほか、『ゲーム・オブ・スローンズ』のエミリア・クラークがサラ・コナーを演じる。エミリアは『ユナイテッド・ステイツ・オブ・タラ』のブリー・ラーソン、『PAN AM/パンナム』のマーゴット・ロビー、『オーファン・ブラック』のタチアナ・マズラニーら他候補の中から選ばれた。2013年12月の時点では、『ゼロ・ダーク・サーティ』のジェイソン・クラークにジョン・コナー役を交渉中であった。カイル・リース役はジェイ・コートニーが演じる。
2014年4月3日にはイ・ビョンホンが、同年5月3日にはマット・スミスがそれぞれキャスティングされたことが報じられた。
2014年4月22日には撮影が開始されたことが報じられた。

### プロモーション
発表当初のタイトルは『ターミネーター: ジェネシス』（Terminator: Genesis）であったが、2014年8月8日には『ターミネーター・ジェニシス』（Terminator Genisys）へ変更されたことが発表された。また、同年9月6日には第2弾の全米公開日が2017年5月19日、第3弾の全米公開日が2018年6月29日にそれぞれ決定されたことが発表された。
2014年12月5日には予告編が公開され、邦題が『ターミネーター:新起動/ジェニシス』に決定したことが発表された。
2015年3月9日には本編のワンシーンが公開され、サラとカイルが並んで発砲する姿などが解禁された。
2015年3月27日にはシュワルツェネッガーの表皮が顔から剥がれてT-800の姿が出現し、手にしたショットガンを見ている者へ向けて撃つというモーションポスターが公開された。
2015年4月21日には最新の日本版予告編「人類の救世主編」が公開された。
2015年6月15日には当初は同年7月11日に公開予定だったが、1日繰り上がりとなったことが報じられた。
2015年7月6日にはジャパンプレミアがTOHOシネマズ六本木ヒルズで開催され、シュワルツェネッガー、クラーク、そして日本語吹替版のシュワルツェネッガー役声優の玄田哲章が登壇した。
2015年7月10日、日本で公開された。
2015年7月17日、本編序盤のT-800登場シーンが日本限定でウェブ公開された。

### シュワルツェネッガー
作中には青年姿のT-800を中年姿のT-800（守護者）が迎え撃つシーンが存在するが、これは製作当初、『ターミネーター4』に登場したT-800の試作品と同じく、若い頃のシュワルツェネッガーに似たボディビルダーのブレット・アザーの身体に当時のシュワルツェネッガーの顔をデジタル合成する予定だった。しかし、BDの特典映像によると若い頃のシュワルツェネッガーの完全再現を実現させるにあたり、アザーの動きが完全再現とはほど遠いものだったため、青年姿のT-800はフルCGでの再現となったことが明かされている。
なお、レガシー・エフェクツ社のスタッフにより、シュワルツェネッガーのシリコン製レプリカが制作されている。

## 評価
公開前の時点で、ジェームズ・キャメロンには「最新作は私にとって『ターミネーター』の3作目だ！」「期待を遥かに超える、予想外のどんでん返し！必見の作品だ！」と絶賛されている。しかし公開後には、3作目であるターミネーター3以降に関してはシュワルツェネッガーへの友情から支援する姿勢を示していただけで、本意ではなかったと語っている。
批評家の見解は否定的なものが優勢となっている。映画批評集積サイトのRotten Tomatoesには196件のレビューがあり、批評家支持率は26%、平均点は10点満点で4.6点となっている。サイト側による批評家の意見の要約は「神話の沼にはまってしまった作品だ。『ターミネーター:新起動/ジェニシス』はテーマに深みが足りず、コンセプトに知性が感じられない。また、『ターミネーターシリーズ』の魅力であったスリリングな視覚効果も、この作品には欠けている。まるで不格好な再生タイヤのような映画だ。」となっている。また、Metacriticには、40件のレビューがあり、加重平均値は39/100となっている。なお、本作のCinemaScoreはB+となっている。
全米ボックスオフィスランキング（2015年7月3日 - 7月5日分）では、興収2,701万8,486ドル（約32億4,221万8,320円）で初登場3位となった。一方、日本ではオープニング3日間で約6億7000万円を記録した。
このように酷評の嵐にまで陥った『ターミネーター:新起動/ジェニシス』ではあるが、世界興行収入は4億4千万ドル（約527億円）を突破し、シリーズ第2位の成績を記録して何とか赤字を免れた。『ハリウッド・リポーター』によれば1億5000万ドル強（約180億円）の予算に対し、主題歌を自国の歌手ジェーン・チャンが担当した中国での興行収入は1億1200万ドル（約134億円）となるも、中国の映画館が政府の推すプロパガンダ映画とチケットをすり替える不正行為が問題となった。アメリカでの興行収入は約8976万ドル（約107億円）と、世界興行収入の2割で予想を下回る結果となったため、続編は製作されない可能性があるという。しかし、製作総指揮のデイナ・ゴールドバーグは続編製作中止の報道を正式に否定したうえ、「北米での興行収入は残念な結果になったが、世界興行収入には満足しており、ソフト、配信、レンタルなどの収入も好調でシリーズの続編企画は停止ではなく、2016年初頭の撮影を中止して観客の声を受け止め、今後の予定を再調整して早くても2017年の撮影予定だ」とコメントしている。
その後、パラマウント・ピクチャーズは本作の続編製作を打ち切ったとニューヨーク・デイリーニュース紙が報じた。『ターミネーター』シリーズの映画化権はスカイダンス・プロダクションズの設立者でもある映画プロデューサーのデヴィッド・エリソンが所有しており、2018年にスカイダンス・プロダクションズの株式を取得した中国の企業テンセントが中国でヒットした同作の続編を2019年に共同製作するとサウスチャイナ・モーニング・ポストは報じた。
『エンターテイメント・ウィークリー』が選ぶ2015年のワースト5では、ワースト5位にランクイン。
世界最大の映画データベースIMDbで2015年最も試聴された予告編トップ10では、5位にランクイン。また、同データベースで2015年最も注目されたスターでは、2位にサラ・コナー役のエミリア・クラークがランクイン。
2015年に最も違法ダウンロードされた映画では、9位に本作がランクイン。
日本では、HIHOはくさい映画賞の「HIHOはくさいアワード」（2015年度）で、『進撃の巨人 ATTACK ON TITAN』に続いて2位になった。

## Blu-ray/4K ULTRA HD/DVD
パラマウント ジャパン・NBCユニバーサル・エンターテイメントジャパンよりBlu-ray Disc、4K ULTRA HD、DVDが発売。
- Blu-ray
  - ターミネーター:新起動/ジェニシス ブルーレイ+DVDセット【2枚組】　品番：PPCB-139148　発売日：2015年11月18日
  - ターミネーター:新起動/ジェニシス 3D&2Dブルーレイセット【2枚組】　品番：PPCM-139149　発売日：2015年11月18日
  - ターミネーター:新起動/ジェニシス ブルーレイ+DVD エンドスカル付きBOX【2枚組】(3000個限定)　品番：PPCB-1020　発売日：2015年11月18日
  - ターミネーター:新起動/ジェニシス　品番：PJXF-1004　発売日：2016年5月11日
- 4K ULTRA HD
  - ターミネーター:新起動/ジェニシス [4K ULTRA HD + Blu-rayセット]　品番：PJXF-1095　発売日：2017年6月21日
- DVD
  - ターミネーター:新起動/ジェニシス　品番：PJBF-1007　発売日：2016年5月11日

## 続編

### 中止された続編とテレビシリーズ
2013年12月、ハリウッド・リポーターは新たなターミネーター映画3部作に結びつくテレビシリーズが制作されていると報じた。『ターミネーター: 新起動/ジェニシス』の続編は『Terminator 2』と『Terminator 3』という仮タイトルで2017年5月19日と2018年6月29日に公開が予定されていたが、最終的には中止された。2つの続編は9ヶ月間の連続撮影で背中合わせに撮影される予定だった。2つの続編のストーリーラインはカログリディスとラスシャーによって考案された。新三部作では、サラ・コナーを守るためにポップスを送り返したのが誰なのかが説明されるはずだった。J・K・シモンズは新3部作にさらに関与し、ダヨ・オケニイは第2作でダニー・ダイソンを再現して重要な役を演じ、一部の機械になった後のジョン・コナーの人生に焦点を当てていたとされる。ジェイソン・クラークは、キャンセルされた『ジェニシス』の続編について次のように語っている。
| 「 | 私が覚えているのは、2作目はスカイネットに連れ去られたジョンの旅を描いたものだということ......半分機械、半分人間になってしまった彼の姿に迫るような。それが2作目の始まりで、それしか知らなかった。それができなかったのはとても残念。 | 」 |

2015年、『ターミネーター ジェニシス』の興行成績が振るわなかったことで、開発は停滞した。2015年10月1日、ハリウッド・リポーターは、映画の全体的な興行成績を受けて、続編とテレビのスピンオフが無期限に保留されていることを確認した。2016年1月、予定されていた『Terminator 2』はパラマウントの公開スケジュールから外された。2016年4月、エミリア・クラークは続編には戻らないと発言した。

### ジェームズ・キャメロンの復帰
最終的に、「ターミネーター」フランチャイズの映画化権は共同制作者であるジェームズ・キャメロンに戻り、キャメロンはデヴィッド・エリソンとともに『ターミネーター2』の直接の続編である『ターミネーター:ニュー・フェイト』を製作した。 この作品は、計画されていた新たな3部作の最初の作品となることが意図されていたが、後にこの作品の興行成績が悪かったためにその計画も中止された。

## 備考
- ターミネーターが量産されている場面で1984年のターミネーターシリーズ第1作に登場した安川電機製の産業用ロボットMOTOMAN（ただし、最新のMPK50モデル）が出演している[44]。
- 第1作でカイルがサラに最初に言った台詞、"Come with me if you wanna live."を、本作では逆にサラがカイルに対して発している。因みに、同様の台詞をT2ではT-800がサラに対して、T3ではジョンがケイト・ブリュースターに対して、T4ではカイルがマーカス・ライトに対して、またTSCCではキャメロン・フィリップス（TOK715）がジョンに対して発している。
- ターミネーターシリーズ恒例の決め台詞の「I'll be back」は今作にも登場する[45]。